# Concerto pour clarinette no 11 de Carl Stamitz
Pour les articles homonymes, voir Concerto pour clarinette.
Le concerto pour clarinette no 11 et orchestre en mi bémol majeur est le dernier de la série de onze concertos pour clarinette composés par Carl Stamitz, célèbre également pour ses symphonies concertantes dans le style de la deuxième génération de l'école de Mannheim. Ce concerto est le plus connu et le plus joué de la série. Bien que violoniste accompli et virtuose, Carl Stamitz a su écrire de nombreux concertos pour d'autres instruments, et notamment la clarinette qui fondent le répertoire de ce jeune instrument à la mode, notamment à Paris dans les années 1770-1790.
Suivant les catalogues des œuvres de Carl Stamitz, la numérotation des concertos pour clarinette peut varier.

## Contexte
Carl Stamitz a été membre de l'orchestre de la cour de Mannheim, incorporant parmi les premiers orchestres en Europe des clarinettes dans ses effectifs et il a pu entendre les capacités de ce jeune instrument aussi bien à l'orchestre qu'en musique de chambre.
À la suite de leur rencontre lors de représentations communes aux Concerts spirituels à Paris, Carl Stamitz a entretenu une profonde amitié avec le clarinettiste virtuose bohémien Joseph Beer qui est un des fondateurs de l'école française de la clarinette. Beer jouait sur une clarinette en si bémol à 5 clés et a fréquemment joué à Paris certains des concertos de Carl Stamitz. Leur collaboration professionnelle s'est poursuivi par une succession de concertos et d'œuvres de chambre composés pour Beer.
Joseph Beer a joué le 24 décembre 1771 un des concertos pour clarinette de Carl Stamitz qui est considéré comme la première exécution documentée d'un concerto pour clarinette à Paris.

« Si la maîtrise technique inégalée de Beer pour la clarinette à cinq clés a sans aucun doute influencé la manière dont Stamitz a écrit pour elle, la qualité musicale globale des concertos de Stamitz doit cependant beaucoup moins à la virtuosité de l'écriture soliste qu'à son style mélodique élégant, à sa subtilité structurelle et à son flair orchestral. »

Les onze concertos, un double concerto pour clarinette et un concerto pour clarinette et basson font de Carl Stamitz l'un des compositeurs les plus prolifiques pour cet instrument de la fin du XVIIIe siècle et compte parmi les compositeurs d'importance dans l'histoire de la clarinette.

## Structure
Ce concerto possède une structure classique dans le style de l'école de Mannheim, en trois mouvements « rapide » - « lent » - « rapide » : 
1. allegro
2. aria : andante moderato
3. rondo alla Schas : allegro moderato

## Discographie sélective
- Stamitz, C.: Clarinet Concertos, Vol. 2 avec Kalman Berkes (clarinette) , Nicolaus Esterhazy Sinfónica (orchestre), (Naxos, 1999)